# Kuens
Kuens (italià Caines) és un municipi italià, dins de la província autònoma de Tirol del Sud. És un dels municipis del districte de Burggrafenamt. L'any 2007 tenia 319 habitants. Limita amb els municipis de Riffian, Schenna i Tirol.

## Situació lingüística
| Pertinença lingüística (cens 2001) | 97,10% alemany |
| Pertinença lingüística (cens 2001) | 2,90% italià   |
| Pertinença lingüística (cens 2001) | 0,00% ladí     |

## Administració

Territori comunal

| Període | Identitat  | Partit |
| ------- | ---------- | ------ |
| 2004-   | Alois Kuen | SVP    |